# Weinbau in North Carolina
Weinbau in North Carolina bezeichnet den Weinbau im amerikanischen Bundesstaat North Carolina. Gemäß amerikanischem Gesetz ist jeder Bundesstaat und jedes County per definitionem eine geschützte Herkunftsbezeichnung und braucht nicht durch das Bureau of Alcohol, Tobacco, Firearms and Explosives als solche anerkannt zu werden.
Weinbau wird in North Carolina seit den frühen Jahren des 17. Jahrhunderts von europäischen Einwanderern betrieben. Da Versuche mit europäischen Edelreben fehlschlugen, wurden hier zuerst Süßweine der amerikanischen Rebsorte Scuppernong hergestellt. Einige Betriebe stellen noch heute Weine dieser Art her. Erst seit dem Jahr 2000 überwiegt der Anteil der Vitis vinifera Sorten. Daneben gibt es aber noch einen bedeutenden Anteil französischer Hybridreben (z. B. Chambourcin, Chancellor, …) und autochthone Abkömmlinge der Varietät Vitis lambrusca.
North Carolina steht zurzeit auf Rang 10 der bedeutendsten amerikanischen Bundesstaaten sowohl in Bezug auf die Traubenproduktion als auch in Bezug auf die Menge des produzierten Weins. Im Jahr 2007 waren in North Carolina 55 Weingüter und  350 Einzellagen gemeldet.